# ستيفن ألتر
ستيفن ألتر (بالإنجليزية: Stephen Alter) هو أكاديمي مصري، ولد في 15 سبتمبر 1956.